# Кулиги (Калузька область)
Кулиги (рос. Кулиги) — присілок в Юхновському районі Калузької області Російської Федерації.
Населення становить 4 особи. Входить до складу муніципального утворення Присілок Куркино.

## Історія
Від 2004 року входить до складу муніципального утворення Присілок Куркино

## Населення
| 2002 | 2010 |
| ---- | ---- |
| 15   | ↘4   |